# Kettenstrafe

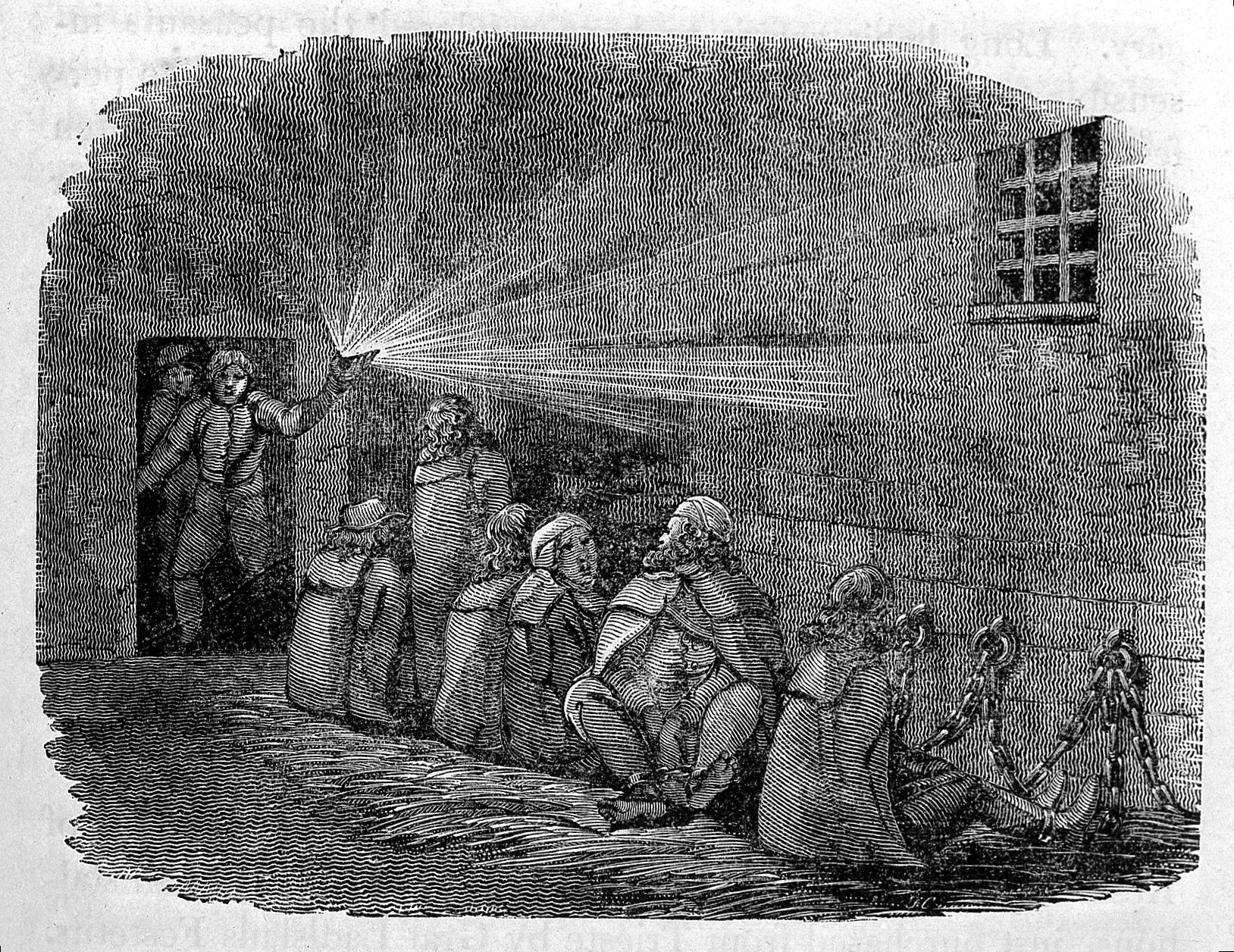
Angekettete Häftlinge in Ungarn

Die Kettenstrafe war eine im 17., 18. und noch im 19. Jahrhundert verbreitete Art der Freiheitsstrafe für Kapitalverbrechen.
Die Kettenstrafe bestand darin, dass der Verurteilte mit einer eisernen Kette an die Wand des Gefängnisses angeschlossen oder durch eine an seine Füße gelegte schwere Kette in seiner Bewegungsfreiheit gehemmt wurde.
In der preußischen Armee wurde die Kettenstrafe in milderer Form als Festungshaft vollzogen. Die Kettenstrafe in schwerster Form war im Josephinischen Strafgesetzbuch von 1787 als Ersatz für die Todesstrafe eingeführt, sie fand sich auch im Strafgesetzbuch für das Königreich Bayern von 1813 und in anderen deutschen Strafgesetzbüchern.
Noch das österreichische Strafgesetz von 1852 sah in § 16 vor, dass zu schwerem Kerker Verurteilte mit Eisen an den Füßen angehalten werden. Zum 19. November 1867 wurde die Eisenstrafe gesetzlich abgeschafft. Eine Fesselung von Gefangenen war ab diesem Zeitpunkt nur mehr als Disziplinarmaßnahme bei einem besonders widerspenstigen, gewalttätigen oder andere aufreizenden Benehmen, außerdem wegen Versuch oder Vorbereitung zur Flucht zulässig.
Eine verschärfte Form stellte das Krummschließen dar: Hierbei wurde dem Delinquenten eine der beiden Hände an den Fußknöchel der entgegengesetzten Körperseite gekettet.
Im deutschen Kolonialreich wurde die Kettenhaft gegen die indigene Bevölkerung bis 1915 verhängt.